# هاغا
هاغا (芳賀町 Haga-machi) هي مدينة يابانية تقع في محافظة توتشيغي.وحسب إحصاء مايو 2015 وصل عدد السكان إلى 15,254، و والكثافة السكانية إلى 217 نسمة لكل كم². والمساحة الإجمالية 70.16 كم².
تقع هاغا في جنوب شرق محافظة توتشيغي، ويتدفق خلالها نهر غوغيا، أحد روافد نهر كوكايغاوا.

## البلديات المحيطة
- محافظة توتشيغي
  - أوتسونوميا
  - موكا
  - إيشيكاي
  - تاكانيزاوا

## التركيبة السكانية
اعتبارًا من ديسمبر 2016، بلغ عدد السكان 15،899 نسمة، منهم 7،978 ذكور و7،921 إناث. يعرض الجدول التالي التعدادات التاريخية لمدينة هاغا: 